# نوربيرتو سكوبوني
نوربيرتو سكوبوني (بالإسبانية: Norberto Scoponi) (مواليد 13 يناير 1961) هو لاعب كرة قدم. يلعب مع منتخب الأرجنتين لكرة القدم. سبق له أن لعب في كأس العالم لكرة القدم مع منتخب بلاده.

## روابط خارجية
- نوربيرتو سكوبوني على موقع الاتحاد الدولي (مؤرشف)  (الإنجليزية)
- نوربيرتو سكوبوني على موقع قاعدة بيانات كرة القدم.إي يو (الإنجليزية)
- نوربيرتو سكوبوني على موقع Soccerway.com (الإنجليزية)
- نوربيرتو سكوبوني على موقع عالم كرة القدم.نت (الإنجليزية)